# Ali Badjo Gamatié
Ali Badjo Gamatié est un homme politique nigérien, premier ministre du Niger entre le 2 octobre 2009 et le coup d'État de février 2010.

## Biographie
En janvier 2000, il est nommé ministre des Finances dans le premier gouvernement d'Hama Amadou.
En octobre 2003, il est nommé comme vice-gouverneur de la BCEAO.